# Luigi Brusotti
Luigi Brusotti   (Pavia, 11 de setembre de 1877 - Pàdua, 30 d'abril de 1959) va ser un matemàtic italià.

## Vida i obra
Brusotti es va graduar a la universitat de Pavia el 1889, després d'uns estudis de post grau a Pisa, va retornar a Pavia on va ser assistent de Luigi Berzolari, Carlo Formenti i Ferdinando Aschieri. A partir de 1906 va ser professor d'institut a diverses localitats italianes com Foggia, Como, Sondrio, Milà i Pavia.
El 1926 va obtenir per oposició la plaça de professor de geometria de la universitat de Càller. Dos anys després va passar a la universitat de Pisa. Finalment, el 1931 va ser nomenat professor de la universitat de Pavia, en la qual va romandre fins a la seva jubilació el 1952.
Entre 1954 i 1956 va ser president de la prestigiosa revista italiana Mathesis. També va ser el director de la tesi doctoral de Giuseppina Biggiogero Masotti.
Els seus treballs més importants va ser en l'estudi de les corbes i superfícies a l'espai real.